# La Cueva de Roa
La Cueva de Roa es una localidad y un municipio español situado en la provincia de Burgos, en la comunidad autónoma de Castilla y León. Ubicado en la comarca de La Ribera, pertenece al partido judicial de Aranda.

## Geografía
Tiene un área de 11,91 km² con una población de 119 habitantes (INE 2008) y una densidad de 9,99 hab/km².
El término municipal confina al N y E con el municipio de Roa, al S con el exclave de Haza llamado Montenuevo y Nava de Roa, y al O con San Martín de Rubiales y Mambrilla de Castrejón.

## Historia
Cuando en el año 1143, Alfonso VII concede el fuero de Sepúlveda, surge la Comunidad de Villa y Tierra de Roa, siendo una de sus 33 aldeas.
El lugar fue entonces conocido como La Cueva, perteneciente a la Tierra de Roa con jurisdicción y de señorío ejercida por el Conde de Siruela quien nombraba su regidor pedáneo.
En el censo de 1591 de la Corona de Castilla, el municipio era denominado La Cueba y pertenecía a la Tierra de Roa, incluida en la provincia de Burgos. La comunidad contaba con 1.569 vecinos pecheros,  de los cuales 536 correspondían a la capital.
Según el censo de la Sal, de 1631, se denominaba La Cueba, y estaba inscrito en el partido de Aranda de Duero, perteneciendo éste, a los efectos administrativos correspondientes, al Partido de las Salinas de Atienza.
De acuerdo con los Vecindarios de 1646, aunque no se nombra el pueblo, probablemente se encuentra incluido en la entrada "Roa y catorçe lugares de su jurisdiçión".
A la caída del Antiguo Régimen,  quedó constituido en  ayuntamiento constitucional, en el partido de Roa, según la Subdivisión en partidos judiciales de la nueva división territorial de la Península e islas adyacentes / aprobada por S. M. en el real decreto de 21 de abril de 1834, perteneciente a la región de Castilla la Vieja que en el censo de la matrícula catastral contaba con 47 hogares y 177 vecinos.

### sigloXIX
La descripción del Diccionario geográfico-Estadístico de España y Portugal, Tomo III, de Sebastián de Miñano y Bedoya (1826-1829) es:
CUEVA DE ROA , L . S. de España , provincia de Burgos , partido de Aranda de Duero , comunid. y tierra de Roa , ob. de Osma . Reg . P. , 22 vecinos, 95 habitantes , 1 parroquia , 1 pósito. Sit. á la márg. izquierda del Duero, al N. de una deliciosa vega cultivada de viñedo; confina con Castrillo de Duero, Nava de Roa, Valdezate y San Martin de Rubiales. 
Produce granos, vino, cáñamo y hortaliza. Industria, fábrica de muy mal aguardiente. Dista 13 y 1/2 leguas de la capital. Contribuye 315 rs. 26 mrs. Derechos enagenados44 rs - 10 mrs

Así se describe a La Cueva de Roa en la página 264 del tomo VII del Diccionario geográfico-estadístico-histórico de España y sus posesiones de Ultramar, obra impulsada por Pascual Madoz a mediados del siglo XIX:
CUEVA DE ROA
Lugar con ayuntamiento en la provincia, audiencia territorial y capitanía general de Burgos (14 leguas), partido judicial de Roa (1/2), diócesis de Osma (13).
Situado en una llanura a la izquierda del río Duero; está bien ventilado, sin embargo de lo cual su clima no es muy saludable, siendo las enfermedades más comunes tercianas y dolores de costado.
Tiene 50 casas con la consistorial que es de malísima construcción, en la que se halla también la escuela de primeras letras, sin más dotación que 40 cántaras de vino que pagan los vecinos al maestro, y 60 los padres de los niños que a ella concurren; una iglesia parroquial (Santo Domingo de Silos) servida por un cura que se provee en oposición, y una fuente abundante de aguas de excelente calidad, a cuya inmediación hay algunos árboles de dominio particular.
Confina N Roa; E Nava de Roa; S Fuentelisendro, y O Berlangas.
El terreno es arenisco y grijoso, comprendiendo un monte encinar de la misma calidad de unos 3/4 de legua de extensión, cuyas leñas solo sirven para el combustible; lo baña el mencionado río Duero que pasa a 20 pasos de la población, sobre el cual hay una barca distante 1/2 cuarto de legua para pasar a una aceña o molino harinero que se encuentra a su margen derecha.
Los caminos son puramente de servidumbre, excepto el de herradura que conduce desde Aragón a Valladolid, Segovia y la Corte, y es bastante concurrido; la correspondencia se recibe en Roa, por los mismos interesados.
Producciones: comuña, centeno, cebada, avena, vino, cáñamo y alguna fruta; ganado lanar; caza de liebres y conejos, y pesca de truchas, barbos y anguilas. La industria se reduce a la agricultura y al molino harinero ya referido.
Población: 47 vecinos, 177 almas.
Capital productivo: 793.620 reales. Imponible: 72.107.

## Demografía
La Cueva de Roa cuenta con una población de 90 habitantes (INE 2024).
| Gráfica de evolución demográfica de La Cueva de Roa entre 1842 y 2021                                                 |
| |
| Población de derecho según los censos de población del INE. Población de hecho según los censos de población del INE. |

| Nacionalidad | Hombres | Mujeres | Total | %      | Proporción |
| ------------ | ------- | ------- | ----- | ------ | ---------- |
| Española     | 39      | 29      | 68    | 67.3 % |            |
| Extranjera   | 15      | 18      | 33    | 32.6 % |            |

| 1991 |  | 1996 |  | 2001 |  | 2014 |  | 2016 |
| ---- |  | ---- |  | ---- |  | ---- |  | ---- |
| 150  |  | 122  |  | 109  |  | 102  |  | 90   |